# Neosexisme
 Denne artikel bør gennemlæses af en person med fagkendskab for at sikre den faglige korrekthed.

Neosexisme er en påstand om, at kønnene allerede har opnået lighed, og at diskrimination mod et køn ikke eksisterer.
Neosexisme handler om implicitte former for kvindehad, som søger at underminere og miskreditere eksistensen af ulighed mellem kønnene. Neosexisme er baseret på ideen om skjulte sexistiske overbevisninger, som kan gå ubemærket hen og forsvinde ind i kulturelle normer. De, der betragter sig selv som tilhængere af kvinders rettigheder, kan opretholde utraditionelle kønsroller, men f.eks også udvise subtile sexistiske overbevisninger, som for eksempel at mødre har mere ret til barsel end fædre.
At kræve et højere bevisniveau baseret på et identitetsaspekt er en almindelig form for diskrimination. Neosexisme dækker over situationer, hvor folk bliver bedt om at levere et højere bevisniveau end normalt, baseret på det køn, der diskuteres. Dette er ofte en forsinkelsestaktik, der bruges for at undgå at anerkende et punkt, som brugeren af neosexisme ikke vil acceptere og hellere vil undgå.[kilde mangler]

## Kritik
Kritikere mener, at begrebet neosexisme ofte bliver brugt ensidigt, og alene fokuserer på sexisme mod kvinder, fremfor også at betragte sexisme mod mænd. Mange kritikere af denne type mener også, at begrebet neosexisme bliver brugt for hyppigt om udtalelser, som ikke enentydigt er sexistiske, men derimod påkalder bevis for tilstedeværelsen af sexisme i visse sammenhænge.